# Noriega (Ribadedeva)
Noriega ist eines von 3 Parroquias in der Gemeinde Ribadedeva der autonomen Region Asturien in Spanien.
 Die 313 Einwohner (2011) leben in 3 Dörfern. Colombres, der Verwaltungssitz der Gemeinde Ribadedeva ist 8 km entfernt. Durch das Dorf Bojes fließt der Rio Cabra.

## Sehenswertes
- Kirche „Iglesia de San Lorenzo de Noriega“ in Noriega von 1664
- Kapelle „Capilla de la Torre de Noriega“
- Kapelle „Capilla de la Virgen de la Leche“
- Kirche „Iglesia de San Juan Evangelista“ in Boquerizo
- mittelalterlicher Torre de Noriega

## Feste und Feiern
- 10. August San Lorenzo in Noriega
- Dezember,  San Juan Evangelista in Boquerizo[1]

## Dörfer und Weiler im Parroquia
- Bojes – 35 Einwohner 2011 43° 22′ 31″ N, 4° 35′ 6″ W
- Boquerizo (Porquerizu) – 82 Einwohner 2011 43° 21′ 47″ N, 4° 36′ 20″ W
- Noriega – 196 Einwohner 2011 43° 21′ 50″ N, 4° 34′ 27″ W